# Mokopane

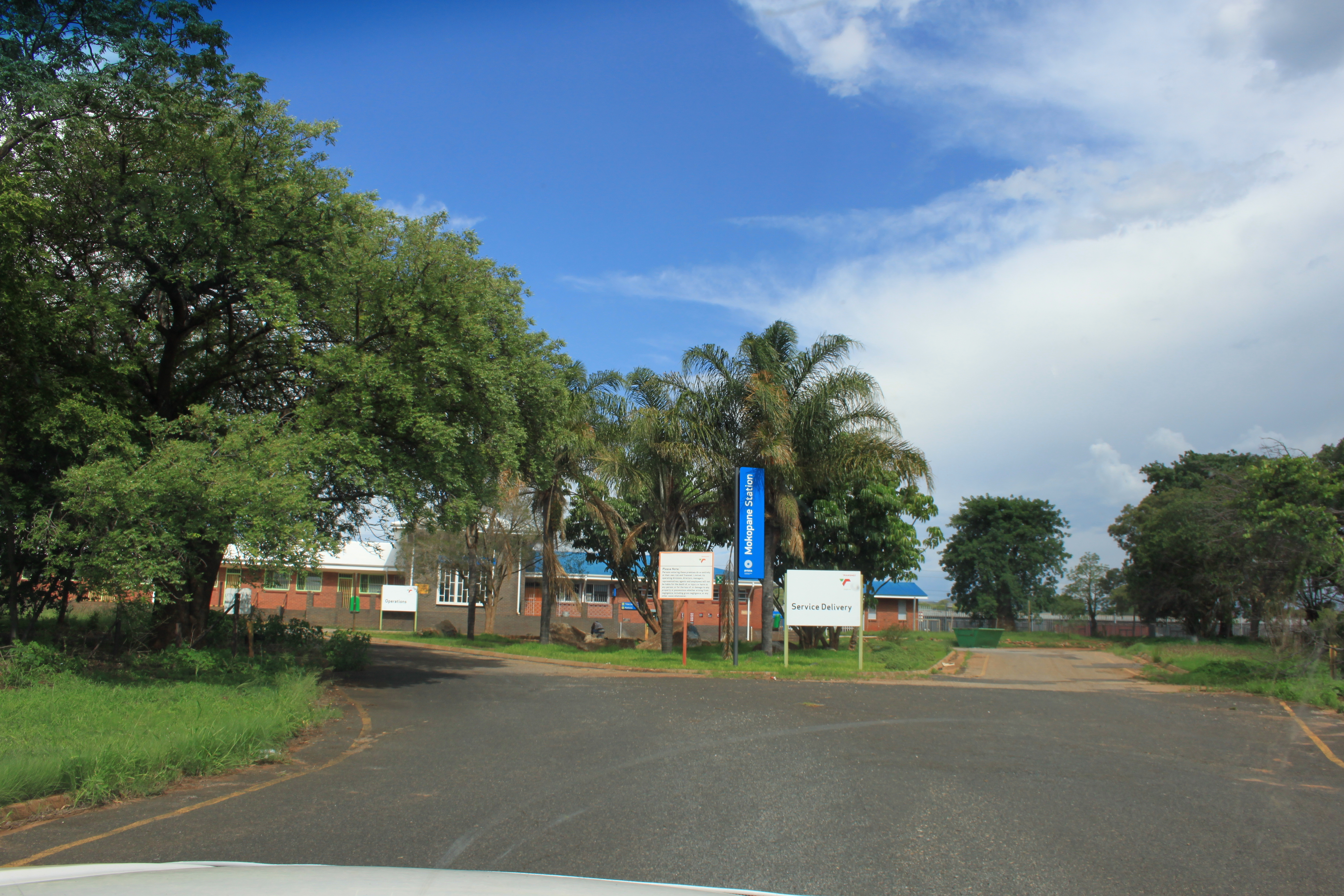
Panorámica de Mokopane.

Mokopane (oficialmente rebautizado como Potgietersrus en 2003), es una ciudad de la provincia de Limpopo en Sudáfrica. El pueblo Vredenburg fue establecido por los Voortrekkers y rebautizado Piet Potgietersrust después de muerto el dirigente Voortrekker Piet Potgieter. El nombre fue  cambiado a Mokopane el 2003 en honor al rey Mgombane Kekana que vivió en esa tierra y gobernó ese espacio fuese derrocado y matado por los Voortrekkers.
Dos horas de Gauteng por carretera, la ciudad sirve de sitio de escape y parada para los viajeros en las ruta de Botsuana, Zimbabue y del parque nacional Kruger. El área es típicamente una sabana arbolada del África del Sur con muchos árboles de acacias y sábilas, que muestran su bellas flores entre junio y julio.

## Historia
Las históricas y arqueológicas cuevas de Makapansgat se encuentran a 15 km al norte de la ciudad. En estas cuevas se observa la recreación del hábitat del Homo habilis. También se han encontrado restos del Australopithecus africanus. El Museo Arend Dieperink retrata la historia de la ciudad, del hombremono de Makapansgat, de la pintura de los bosquimanos y de las primeras actividades en esa área hasta la Guerra de Sudáfrica y de los últimos tiempos.